# Gōrei
Unter Gōrei (jap. 号令) versteht man ein Kommando. Das Wort bezeichnet in den japanischen Kampfkünsten die Übung einer Gruppe von Kampfkunstschülern unter der Anleitung eines Meisters, also ein kollektives Training der Kampfkünste.
In Japan gab es seit jeher große Schulen der Kampfkünste, in denen Kollektivtrainings abgehalten wurden. In den okinawanischen Kampfkünsten war Kollektivtraining bis zum Anfang des 19. Jahrhunderts unüblich. Die Meister nahmen nur wenige Schüler an und unterrichteten sie nur selten zur gleichen Zeit. Es wird gesagt, Meister Higashionna Kanryō aus dem Naha te sei der erste gewesen, der das Kollektivtraining in Okinawa einführte.